# Leptoseps
Leptoseps – rodzaj jaszczurek z podrodziny Sphenomorphinae w rodzinie scynkowatych (Scincidae).

## Zasięg występowania
Rodzaj obejmuje gatunki występujące w Tajlandii i Wietnamie. 

## Systematyka

### Etymologia
Leptoseps: gr. λεπτος leptos „delikatny, drobny”; σηψ seps σηπος sepos „rodzaj jaszczurki”.

### Podział systematyczny
Do rodzaju należą następujące gatunki:
- Leptoseps osellai
- Leptoseps poilani